# 강진 병영 박약국 문적
강진 병영 박약국 문적(康津 兵營 朴藥局 文籍)은 대한민국 전라남도 강진군 작천면 용장리에 있는 조선시대의 문적이다. 2017년 7월 27일 전라남도의 유형문화재 제331호로 지정되었다.

## 개요
무약기(貿藥記) 2종, 제약책(製藥冊) 4종, 약가초기(藥價抄記) 2종, 약가봉상책(藥價捧上冊) 1종, 각처각국거래책(各處各局去來冊) 1종, 각인처전곡거래일기(各人處錢穀去來日記) 1종, 조선후기 목판본 동의보감(東醫寶鑑) 전질을 갖춘 희귀 자료이다.
조선시대 말기(1892~1902) 약국 경영 문서로 향촌사회의 의약기관과 약재 유통, 수요(도소매 등)에 관한 중요한 정보를 제공해 주는 기록유산으로 역사적, 학술적 가치가 있다.

## 참고 문헌
- 강진 병영 박약국 문적 - 국가유산청 국가유산포털